# Coryssocnemis
Coryssocnemis là một chi nhện trong họ Pholcidae.

## Các loài
Các loài trong chi này gồm:
- Coryssocnemis aripo Huber, 2000
- Coryssocnemis callaica Simon, 1893
- Coryssocnemis clara Gertsch, 1971
- Coryssocnemis discolor Mello-Leitão, 1918
- Coryssocnemis faceta Gertsch, 1971
- Coryssocnemis guatopo Huber, 2000
- Coryssocnemis iviei Gertsch, 1971
- Coryssocnemis lepidoptera Mello-Leitão, 1918
- Coryssocnemis monagas Huber, 2000
- Coryssocnemis occulta Mello-Leitão, 1918
- Coryssocnemis simla Huber, 2000
- Coryssocnemis tarsocurvipes (González-Sponga, 2003)
- Coryssocnemis tigra Huber, 1998
- Coryssocnemis viridescens Kraus, 1955